# La Maccabea
La tarsia La Maccabea o Maccabea. Martirio dei sette fratelli Maccabei fa parte delle tarsie del coro della basilica di Santa Maria Maggiore i cui disegni preparatori furono eseguiti da Lorenzo Lotto e intarsiati da Giovan Francesco Capoferri. È collocata sul presbiterio nel banco dei religiosi, ala destra, diciassettesimo stallo 
Uno studio attento e approfondito delle tarsie e dei disegni preparatori fu realizzato dalla studiosa Francesca Cortesi Bosco e pubblicato nel 1987.

## Storia
La congregazione della Misericordia Maggiore, che amministrava la basilica mariana, e che aveva deciso di completare il presbiterio con un nuovo altare e con il nuovo coro, il 12 marzo 1524 affidò a Lorenzo Lotto la realizzazione dei disegni per le tarsie Il 9 febbraio 1525 Lorenzo Lotto venne pagato dal consorzio della misericordia pro duobus aliis quadris videlicet Diluvii et Filiorum Machabee. La tarsia fu inserita nell'inventario del 1527 e profilate da Ludovico da Mantova nel 1530 come la tavola Machabee.

## Descrizione

### Tarsia
L'invenzione o storia racconta l'episodio descritto nei Secondo Libro dei Maccabei.(2Maccabei 7, 1-6; 20-22), dove i sette fratelli furono martirizzati e uccisi perché si rifiutavano di mangiare carni suine che erano proibite per la legge ebraica. I sette fratelli con la loro madre subirono le torture prima di essere uccisi lodando Dio. La tarsi araffigura il martirio del quarto fratello che viene esortato a pregare e a rivolgersi a Dio durante le torture. Questo, contrariamente agli altri, gli era stat strappata la pelle e per questo raffigurato senza capelli.

La madre è la protagonista, e a lei è dedicata la tarsia, raffigurata nell'atto di convincere il figlio a non mangiare la carne proibita incurante dagli sguardi dei presenti al martirio, riprendendo il passo:
(Maccabei 7,27-29)
Il re Antioco, seduto sul trono, attende che i servitori portino le portate ai suoi commensali. Un ministro, in eleganti abiti cinquecenteschi, invita due paggi e servire i piatti di protata. Il primo presenta una grande testa di maiale, e il secondo il pane e il vino. Questi sono posti sopra una loggia e seguendo quanto succede al piano inferiore. La madre dei Maccabei rappresenta la chiesa cristiana, che invita i fedeli a sopportare le pene a cui sono sottoposti in nome di Cristo. I sette fratelli e la madre rappresentano i primi martiri raccontati nell'Antico Testamento, che manifestano una forza sovraumana che viene proprio dalla fede e dalla certezza della resurrezione.

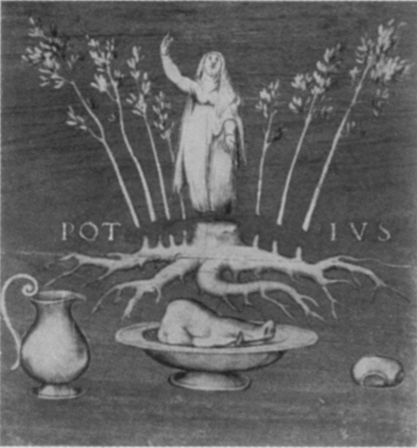
La Maccabea - coperto

### Coperto
Il coperto o “picture a claro et obsuro” o impresa fu realizzato nel disegno preparatore di Lorenzo Lotto e risulta fosse tra i quattro pagati il 16 marzo 1525 realizzati prima del suo ritorno nella città lagunare. Il coperto fu profilato da Capoferri che evidentemente incontrò difficoltà nel definire i lineamenti della donna raffigurata.
La tavola nella parte inferiore raffigura a sinistra una brocca e a destra il pane ed è chiaro collegamento all'eucaristia. Questi sono posti tra un piatto dove è servita carne di maiale, la carne proibita. opra vi sono le radici di alcune piante dove la parte superiore vi è la scritta “PT IVS”. L'albero troncato prosegue con la raffigurazione di una donna, la donna albero, e accanto a lei sette pianticelle recise a indicare il martirio dei sette giovani Maccabei.